# 满洲国及关东州高等教育机关
本條目列出满洲国及关东州高等教育機關。国高毕业生须经过省公署民生厅文教科的“铨衡”（政审）才可以报考。

## 一般大學
- 建國大學：位于新京南部的欢喜岭（现长春人民大街与卫星路交汇处西北角，现长春大学处）。1938年5月建成。教师90%以上为日本人，用日语授课。少数的非日本人用汉语或者蒙语授课。建国大学每年招生150人中，一半是日本人，另外满洲人50名（在满洲国汉族和满洲族人都称为满洲人），朝鲜人、蒙古人和白俄共25名。

## 工業大學
- 国立新京工业大学：1938年4月创建的“新京工矿技术员养成所”，后改为“国立新京工矿技术院”，1939年1月，该院升格为“新京工业大学”并迁入新京大同大街与文昌路交汇处东南校舍。学制四年，直属于文教部。1942年在校生600人，采矿、冶金、电气、通信、机械、应用化学、土木工程、建筑设计等专业。一共招收九期学生，共计1600多人。其中中国籍学生占1/3左右，一半为日籍学生。1946年10月成为“国立长春大学工学院”。
- 国立奉天工业大学：1938年开办。学制四年，直属于文教部。
- 国立哈尔滨工业大学：1938年开办。学制四年，直属于文教部。
- 哈尔滨高等工业学校：私立

## 政法大學
- 新京法政大学：前身是1934年1月创立的“司法部法学校”。 1934年10月招高中毕业生50人正式开课，学制三年。1935年，大同大街与磐石路交汇处（现长春人民大街与磐石路交汇处）的校舍竣工使用。1938年1月，司法部法学校撤销，新设“地方司法职员训练所”。1939年1月成立“新京法政大学”，改由文教部管辖，并在原司法部法学校以西，紧邻大同大街的路东、磐石路北的地方修建新的校舍，现今为长春光机子弟小学教学楼。1946年10月，并入国立长春大学。

## 醫藥大學
- 新京医科大学。1928年建立。1938年1月升级。教职员数91人，学生296人。学制四年，直属于文教部。今吉林大学白求恩医学部前身之一。校址位于今人民大街自由大路东南角的东北师大。
- 满洲医科大学：前身为1906年满铁兴办的“南满医学堂”，位于奉天。
- 盛京医科大学：前身为奉天医学专门学校。私立。教职员数37人，学生数134人（女30人）。
- 国立哈尔滨医科大学：哈尔滨医学专门学校，1937年私立改公立。学制四年，直属于文教部。教职员数88人，学生数504人（女30人）。
- 佳木斯医科大学：1940年7月私立改公立。学制四年，直属于文教部。之招生日本人学生。教职员数37人，学生数151人。1940年设齿科医学部。校址位于今佳木斯农校。
- 锦州省立医学院：1944年成立。2年制。
- 东安省立医学院：1944年成立。2年制。
- 奉天药剂师养成所：私立。并入了新京医科大学。
- 兴安医学院：1942年创办。位于王爷庙。

### 开拓医学院
为日本开拓团培养医士。学制二年：
- 哈尔滨开拓医学院：1940年7月成立。教职员数24人，学生数30人。
- 龙井开拓医学院：1940年7月成立。教职员数23人，学生数63人。
- 齐齐哈尔开拓医学院：1940年7月成立。教职员数21人，学生数30人。
- 兴安开拓医学院

### 看护妇学校
- 盛京医科大学附设看护妇养成所
- 南满医科大学看护妇养成所
- 奉天同善堂助产士学校
- 满洲赤十字社奉天病院附属看护妇养成所
- 满洲赤十字社吉林病院附属看护妇养成所
- 抚顺市立妇人病院附属看护妇养成所
- 哈尔滨市立病院附看护妇养成所
- 吉林省立医院附设看护妇养成所
- 第七军管区病院救护看护妇养成所
- 奉天军管区病院救护看护妇养成所

## 農業大學
- 国立奉天农业大学：设林、牧、畜、农业土木四科。预科一年，本科三年。旧址位于现今皇姑区塔湾街73号。年招生50人。1936年开始招生。1938年由高等农业学校升格。 校长宇田一博士，教务长牧俊夫，舍监原平退役宪兵大佐。
- 国立哈尔滨农业大学：1940年5月16日设立。位于南岗。本科三年。
- 国立新京畜产兽医大学：本科三年。1940年开办。位于宽城街。

## 一般學院
- 大同学院：位于新京大同大街南端路东。1932年7月“自治训练所”改为“大同学院”；1932年10月，第1期学生毕业，到1945年8月解散，共培养19期毕业生。培训“满洲国的中坚官吏”，招生对象为各地官吏、大学毕业生、留日毕业生，学制半年或一年。开设课程：“建国精神”、国家政策、官吏之道、军事战略、国际关系、统制结构、民族学、地方民情、汉日俄语等，以及军事、实弹、体育等。
- 北满学院：1937年3月哈爾濱俄僑学院创办。位于哈尔滨道里水道街。私立。商学部設置（修業年限3年）。 并入了哈爾濱法科大学（1922年設立）与哈爾濱教育大学（1925年設立）。1938年3月增设了工学部（修業年限4年），并入了圣弗拉基米尔学院（1934年創立）工学部。初代学院長清水三三。1945年日本战败解散。
- 奉天商科学院：1939年创办。私立。
- 国立兴安学院：1935年创办，位于王爷庙。
- 国立大学哈尔滨学院：1920年日露協会（日语：日露協会）（1907年组建）在哈尔滨马家沟建立日露協会学校。1932年4月改名为哈尔滨学院。外交部辖下的旧制専門学校。1940年3月改为国立，直属于文教部。学制四年。培养日俄贸易人才。著名的卒業生由外交官杉原千畝、俄罗斯文学研究者工藤精一郎（日语：工藤精一郎）、衆議院議員草野威（日语：草野威）、白鳥事件的白鳥一雄警部。
- 国立留学生预备校：1937年在新京北大街设立

## 一般學校
- 本溪湖工业实习所
- 新京王道書院：1942年创办。位于新京长通路。

## 鐵路學院
- 奉天铁路学院：1934年创办。位于北陵附近旧东北大学工场内。学院分本科一、二部和专修科。本科一部和专修科是国民优级学校毕业考入，而本科二部是国民高等学校毕业考入的。学制本科是二年制，专修科是一年制。院长张恕。[2]
- 哈尔滨铁路学院：1935年3月23日苏联以1.4亿日元将中东铁路卖给满洲国政府。接收中东铁路哈尔滨铁路技术学校基础上改建该学院。抗战胜利后沿革为哈尔滨铁路职工学校、东北铁路学院、哈尔滨铁道学院，最后并入北京铁道学院。

## 軍事學校
- 满洲国新京陆军军官学校：位于长春同德台（“兴亚台”）拉拉屯。1939年3月，滿洲國政府以敕令第50号公布《陆军军官学校令》。学制规定为4年零9个月，其中预科2年，这一阶段学习的主要目的是提高学生的文化水平，为军事科学学习奠定基础。以上等兵军衔下部队做“队附勤务”实习6个月，即到部队实习上等兵到中士的业务，使学生熟悉部队的基层情况。以中士衔作为军官候补生读本科1年又8个月。本科教学课程分为普通学科、军事学科、术科三类，普通学科是各兵科的共同科目，包括建国精神、日语，重点是建国精神；军事学科包括战术、战史、军制、兵器、射击、筑城、航空、交通、测图、卫生学、马术等，其中以战术为主;术科教学重点放在指挥技能上。最后到军队以上士军衔做“见习军官”3或4个月，然后任少尉正式就职。中国学生到伪满部队见习，朝鲜族和日本学生到日本关东军见习。1939年至1945年共招收新生7期，至1945年3月毕业3期，共800人，其中中国人450人，日本与朝鲜人350人。1945年8月日本投降时，在校生为1450人，其中本科生720人，预科生730人。在校生大队长王家善。这些人在1945年后成为“铁石”部队骨干。军校“隶属于伪满军事部，实际上由日本关东军控制，学校机构由以校长为核心的校本部总管全校，本部设干事處理日常事务工作，设教授部负责学生的教育工作”。中共晋察冀分局社会部长春组在该校发展了秘密组织。[3][4][5]
- 陆军兴安学校：1934年7月1日在郑家屯成立，1935年8月1日迁兴安南省西科前旗王爷庙街（现在的内蒙古乌兰浩特市）城北罕山脚下（现在的乌兰浩特一中）。分为少年科4年、预科2年和本科2年。前后共毕业9期，约600人，约占“蒙系”军官的60%。校长巴特玛拉布坦少将/甘珠尔扎布少将/郭文林中将/乌尔金上将
- 陆军高等军事学校：1943年10月成立。由各军管区和军事机关中选出来的上尉至中校级军官经考试入学。共办2期，每期30人，其中日本军官20人左右，汉族军官7人，蒙族军官3人。学习一年，毕业后派到各军管区任参谋。
- 陆军军需学校：1939年于吉林省长春市设立，该教育机构主要培养学员掌握军需军官和军需兵的必要知识与技能，包括日常以及战时军用物资和器材的调配和保管
- 陆军飞行学校：1940年于沈阳市设立，该教育机构主要负责培养满洲国军飞行队的飞行员以及地勤管理人员，学员在满洲国军尉级军官中选拔，包括满洲航空的民航机飞行员也有在此深造学习
- 满洲国军用通信本处/满洲国军用通信养成部：1933年7月于辽宁省沈阳市设立，1940年更名为满洲国军用通信养成部，1943年又更名为满洲国军用通信队并迁至吉林市，该教育机构主要任务是培养满洲国军通信方面的人才，为建立满洲国军的通信系统和通信网络服务
- 陆军军医学校：1935年4月于哈尔滨市设立，该教育机构拥有独立的附属医院作为临床，并且该教育机构只负责培养满洲国军的军医军官，而卫生兵方面的培养则由位于锦州的军事部直属医院负责
- 陆军兽医学校：1936年设立于新京特别市,主要负责军马防疫和蹄铁改良的研究事宜,拥有独立的附属军马厂和蹄铁厂作为学员实习,是当时在中国都为数不多的兽医教习场所。
- 满洲国宪兵训练处：1934年7月于吉林市设立，由军政部直辖，主要培养满洲国军的宪兵以及宪兵军官，包括由蒙古族人组成的兴安军宪兵也基本是由满洲国宪兵训练处负责培养
- 满洲国自动车学校：1942年秋季于沈阳市设立，该校学员学习内容以后勤运输、汽车保养、驾驶维修为主，不同其他军校毕业学员被分配至满洲国军服役，满洲国自动车学校学员毕业后大多配属于关东军作战体系为日军后勤保障服务

## 警察學校
- 铁路警护学校
- 中央警察学校：1932年11月成立。1938年迁入新京南岭小街（现长春亚泰大街与文昌路交汇处西边，原吉林工大的东北角）新校舍。1943年改为“高等警察学校”。
- 兴安总省地方警察学校：

## 海事學校
- 交通部附设哈尔滨船员养成所：1937年创办。沿革为大连海事大学。

## 師範學校
- 師道大学（日语：師道大学）：位于吉林市黄旗屯。前身是吉林大学。1934年改为吉林高等师范学校。1938年改为国立师道高等学校。设建国精神（哲学）、日文、国文、史地、体育、音乐等科。培养中学师资。1942年3月2日改为国立师道大学。本科三年。直属于文教部。
- 国立新京女子师道大学，有家事、裁缝、烹饪三科，位于长春南岭。1943年从师道大学女子部改名开办。
- 国立师道学院：1943年开办。位于新京朝阳路。前身为1933年教员讲习所创建，1938年更名为新京中央师道训练所，1943年中央师道训练所升格为中央师道学院(又名国立师道学院)。1944年中央师道训练所调训在职部分并入国立师道大学。1945年中央师道学院停办。1946年参与合并组建国立长春大学
- 师道学校：招收“国高”三年级毕业生。在师道学校学制2年，第一年为中等教育，第二年为高等教育。培养初等学校师资。
  - 奉天师道学校：位于沈阳。
  - 锦州师道学校：
  - 安东师道学校：
  - 承德师道学校：
  - 通化师道学校：
  - 四平师道学校：
  - 东丰师道学校：
  - 吉林师道学校：1935年，“省立二师”与“省立一师”合并为吉林师范学校
  - 新京市立师道学校：1935年在省立二师的原址上成立了吉林省立长春师范学校。1937年5月改为吉林省立长春师道学校，1939年1月改为“新京特别市国民师资养成所”，1941年1月改为“新京特别市立师道学校”。1945年东北光复后，国民党政府将“新京特别市立师道学校”改为长春师范学校。
  - 延吉师道学校：
  - 牡丹江师道学校：
  - 扎兰屯师道学校：1928年11月，在齐齐哈尔创建黑龙江省私立蒙旗师范学校。扎赉特旗协理图们满都胡任校长。1932年4月，恢复开学，哈斯巴特尔任校长。1936年夏天，兴安中学（前身是1928年在沈阳创办的东北蒙旗师范学校）合并到该校，学校改称兴安师范学校，由日籍教师来校负责教学和管理。1938年，迁到兴安东分省所在地扎兰屯，更名为扎兰屯师道学校。1946年改为扎兰屯师范学校。1947年更名为“纳文中学”。1950年改称“内蒙古纳文师范学校”。1953年更名为“扎兰屯师范学校”。2000年更名为扎兰屯幼儿师范学校。2001年成立呼伦贝尔市岭东高级中学（合署）。2010年加挂扎兰屯艺术学校校牌。2015年3月，扎兰屯幼儿师范学校、内蒙古扎兰屯林业学校、内蒙古扎兰屯农牧学校、呼伦贝尔市卫生学校合并组建扎兰屯职业学院。
  - 哈尔滨师道学校：
  - 齐齐哈尔师道学校：
  - 海城师道学校：
  - 奉天女子师道学校：位于沈阳
  - 北安师道学校：
  - 佳木斯师道学校：
  - 黑河师道学校：
  - 凤城师道学校：
  - 安东临时教师养成所

## 關東州學校
- 关东州：根据1932年《日满议定书》，关东州主权属于满洲国，但继续由日本租借，不属于满洲国政府的行政权管理范围
  - 旅顺工科大学：1912年创办。位于旅顺北市街札幌町
  - 南滿洲工業專門學校：1922年创办。位于大连伏见街
  - 旅順醫學專門學校：1939年创办。
  - 大連高等商業學校：1935年创办
  - 锦州医学院：1944年创办。位于锦州。
  - 大連女子醫學專門學校：1945年创办。
  - 旅順高等學校
  - 旅顺高等公学校师范部：1932年创办
  - 旅顺师范学校（日语：旅順師範学校）：1936年创办
  - 旅顺女子师范学校：1936年创办。